# Фонд финансовой взаимопомощи
Фонд финансовой взаимопомощи — это денежные средства, которые в виде займов могут быть предоставлены членам кредитного потребительского кооператива граждан.

## Описание
Для существования кредитного потребительского кооператива граждан обязательным условием является создание фонда финансовой взаимопомощи. Это необходимо сделать для того, чтобы был источник займов, которые могли бы быть предоставлены членам кредитного потребительского кооператива. Создание такого фонда происходит благодаря денежным средствам кредитного потребительского кооператива граждан. Размер фонда определяется в соответствии с уставом, и решением общего собрания членов потребительского кооператива граждан. Также источником для формирования такого фонда выступают личные сбережения членов потребительского кооператива. Они передаются в фонд на основании договора и могут быть использованы только для предоставления займов тем, кто является членами фонда. Если у фонда существует остаток свободных средств, его могут использовать для приобретения муниципальных и государственных ценных бумаг. Также остаток может храниться на депозитных счетах в банках.
На основании договора займа временно свободный остаток фонда финансовой взаимной помощи может быть передан в фонд финансовой взаимопомощи кредитного кооператива последующего уровня.
Та часть фонда финансовой взаимопомощи, которая нужна для выдачи займов на предпринимательство, не должна быть больше 50 % от суммы, которой располагает фонд. Размер финансовой помощи, который будет выдаваться на эти цели, устанавливается в соответствии с уставом кредитного потребительского кооператива граждан.